# Jongno-gu
Jongno-gu (종로구 en coréen) est un arrondissement (gu) de Séoul situé au nord du fleuve Han. Son nom vient de l'une de ses artères principales, Jongno (종로, « rue de la Cloche »), qui doit elle-même son nom à la cloche géante du pavillon de Bosingak.

## Le centre historique de la Capitale
Jongno inclut le centre historique de la ville à sa création, et en particulier ses trois monuments originels: Gyeongbokgung au centre ; Sajikdan à l'ouest, dans le quartier de Seochon ; et Jongmyo à l'est. C'est le siège absolu du pouvoir, avec dans un très faible rayon les principaux palais, la présidence (Maison Bleue), le gouvernement, le premier ministre et le complexe gouvernemental de Séoul.
Le site ayant été choisi pour ses qualités géomantiques, il s'inscrit dans un cadre naturel harmonieux autour de l'axe Sejongdae-ro—Gwanghwamun—Bukhansan, avec également le mont Inwang et un réseau de cours d'eau en cours de revalorisation, à commencer par Cheonggyecheon, le plus célèbre d'entre eux, rouvert en 2005.

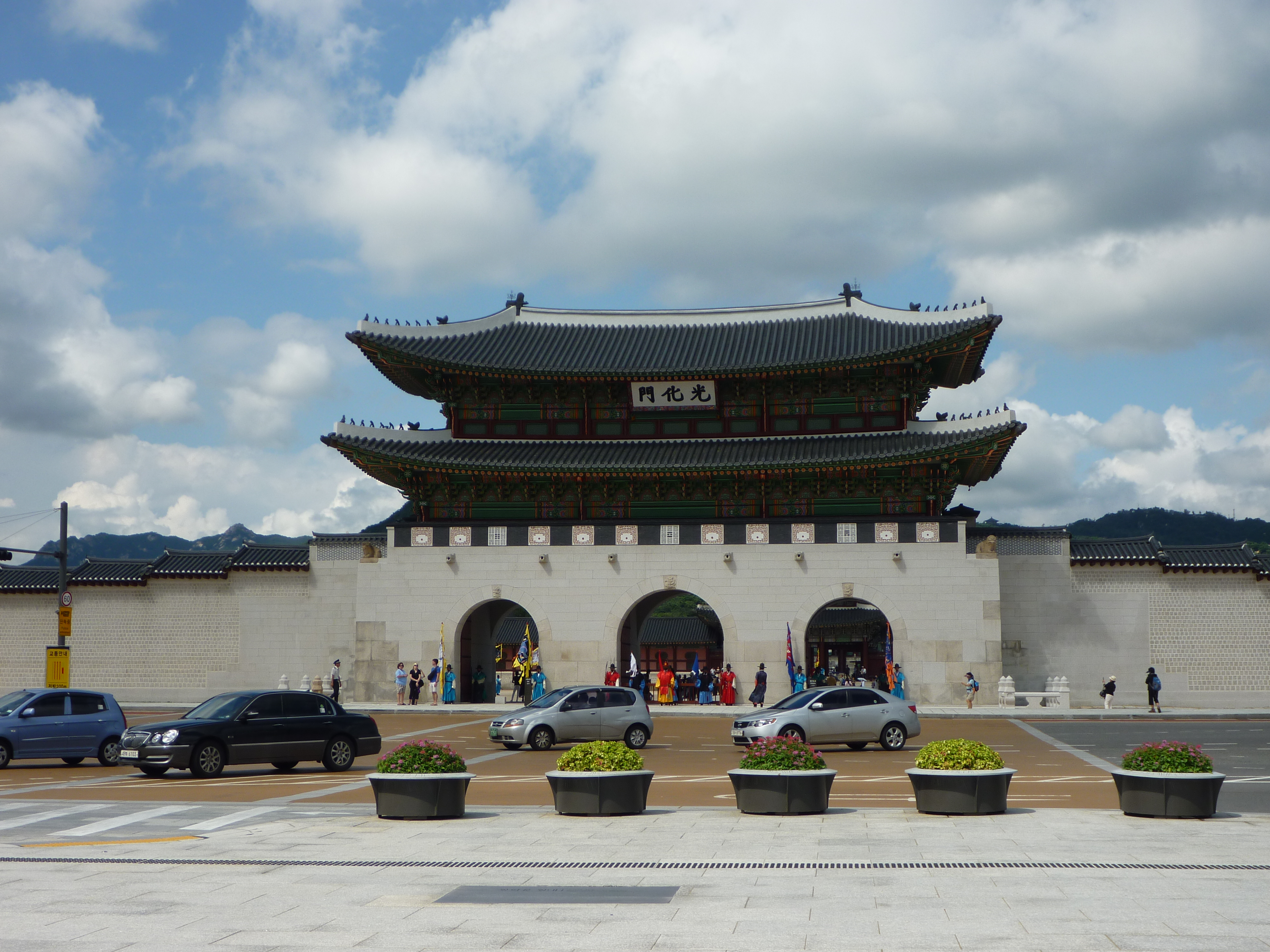
Gwanghwamun

## Quartiers
Jongno est divisé en 19 quartiers (dong), 87 si l'on compte l'ensemble des quartiers historiques, dont la majorité sont très petits. À lui seul, Pyeongchang-dong (une vallée entourée de montagnes, au nord de l'arrondissement) occupe plus du tiers de la superficie totale.
Le développement des bureaux a réduit le nombre de quartiers résidentiels, et les rares poches de maisons traditionnelles (hanok) sont devenues des centres touristiques très prisés où se multiplient les chambres d'hôtes, comme à Bukchon - Samcheong-dong.
Entre les palais, les temples, les musées (musée folklorique, Sungkok Art Museum), les galeries d'art, les parcs, et de hauts lieux de passage comme Insadong, Jongno offre un certain attrait touristique.

## Communautés étrangères
Cosmopolite, Jongno-gu compte quelques sites associés à des communautés asiatiques:
- Quartier népalais (네팔인 거리) est situé entre le sanctuaire de Jongmyo et la grande porte de l'est de Séoul
- Un des quartiers pakistanais est situé dans le quartier de Sungin (숭인동)
- Quartier philippin (필리핀 거리) est situé dans le quartier de Hyehwa (혜화동)